# Falstaff (Tullio Serafin, 1956)
Falstaff (Tullio Serafin, 1956) – kompletne nagranie Falstaffa Giuseppe Verdiego będące telewizyjnym spektaklem bez udziału publiczności w reżyserii Herberta Grafa wyprodukowanym dla włoskiej telewizji RAI. Spektakl po raz pierwszy wyemitowano 9 maja 1956